# Baba Anujka
Ana di Pištonja (née Drakšin ou Draxin,  mas mais conhecida como Baba Anujka, em sérvio:  Баба Анујка) foi uma assassina em série da vila de Vladimirovac, na antiga Iugoslávia (atual Sérvia). Ela envenenou pelo menos 50 pessoas e possivelmente até 150 no final do século XIX e início do século XX. Ela foi presa em 1928 aos 90 anos e condenada a 15 anos de prisão em 1929 como cúmplice em dois assassinatos. Ela foi libertada devido à velhice depois de passar oito anos presa.

## Início da vida e casamento
Os dados são escassos e pouco confiáveis sobre o início da vida de Anujka. Segundo algumas fontes, ela nasceu em 1838 na Romênia, com um vaqueiro rico e se mudou para Vladimirovac, na província de Banat Military Frontier, no Império Austríaco, por volta de 1849. Ela alegava que havia nascido em 1836. Frequentou uma escola particular em Pančevo com filhos de famílias ricas e depois morou na casa de seu pai. Ela teria se tornado uma misantropa aos 20 anos depois de ser seduzida por um jovem oficial austríaco; ela contraiu sífilis antes que ele a deixasse de coração partido. Depois disso, ela procurou reclusão e começou a mostrar interesse em medicina e química. Ela falava cinco idiomas. Mais tarde, casou-se com um proprietário de terras chamado Pistov ou di Pištonja, com quem teve 11 filhos, dos quais apenas um sobreviveu até a idade adulta. Ele era muito mais velho que ela e morreu após 20 anos de casamento e ela continuou seus estudos de química.

## Experiências em fitoterapia
Anujka fez um laboratório em uma ala de sua casa após a morte do marido e ganhou uma reputação de curandeira e herbalista no final do século XIX. Ela era popular entre esposas de agricultores que procuravam sua ajuda para problemas de saúde e com isso ganhava uma renda respeitável que lhe permitia viver confortavelmente. Ela produzia remédios e misturas que deixariam os soldados doentes e incapazes de escapar do serviço militar e também vendia misturas venenosas que ela chamava de "água mágica" ou "poção do amor". Ela vendeu essas poções principalmente para mulheres com problemas no casamento; elas davam a "água mágica" para seus maridos, que geralmente morriam depois de oito dias.
A "poção do amor" de Anujka continha arsênico em pequenas quantidades e certas toxinas vegetais difíceis de detectar. Quando informada sobre um problema no casamento, Anujka perguntava à cliente: "Qual é o peso desse problema?", O que significava: "Qual é a massa corporal da vítima?" Assim ela era capaz de calcular a dose necessária. As vítimas de Anujka eram geralmente homens, a maioria jovens e saudáveis. Seus clientes alegaram em seu julgamento que não sabiam que sua "água mágica" continha veneno, mas acreditavam que ela tinha algum tipo de poder sobrenatural para matar pessoas usando magia. As poções de Anujka mataram entre 50 e 150 pessoas.
Na década de 1920, Anujka tinha sua própria "agente de vendas", uma mulher chamada Ljubina Milankov, cujo trabalho era encontrar clientes em potencial e levá-los à casa de Anujka. O preço da "água mágica" de Anujka flutuou entre 2.000 e 10.000 dinares iugoslavos.

## Assassinatos dos Momirov
Anujka vendeu sua "água mágica" para Stana Momirov em janeiro de 1924 por 2.300 dinares. Stana já era sua cliente e Anujka já havia lhe fornecido medicamentos fitoterápicos. Stana deu a água mágica ao marido Lazar Ludoški. Ele ficou doente e morreu depois de alguns dias. Stana mais tarde se casou com outro homem da mesma vila. Um tio rico de seu segundo marido morreu em circunstâncias semelhantes dentro de alguns meses. A polícia questionou Stana e ela incriminou Anujka.
Anujka vendeu sua água mágica em dezembro de 1926 para Sima Momirov e sua esposa Sofija, que pretendia matar o pai de Sima, 70 anos, Nikola Momirov. O motivo deles era uma briga de família. Segundo a alegação, Nikola era alcoólatra e abusiva em relação aos filhos e netos. Sofija ouviu falar de Anujka de uma mulher chamada Danica Stojić (ou Stajić) e eles contataram Anujka, que lhes vendeu sua água mágica por 5.000 dinares. Sofija deu a Olga Sturza, de 16 anos, neta de Nikola, e ordenou que ela garantisse que Nikola o bebesse. Nikola bebeu a poção, adoeceu e morreu após 15 dias.

## Julgamentos
O primeiro julgamento de Anujka foi em junho de 1914, em Bela Crkva, por fornecer veneno para assassinatos, mas ela foi absolvida. Ela foi presa novamente em 15 de maio de 1928, aos 90 anos. Stana, Sofija e Sima Momirov, Ljubina Milankov, Danica Stojić e Olga Sturza também foram presos e acusados pelos assassinatos de Nikola Momirov e Lazar Ludoški. As autoridades exumaram os corpos das vítimas para autópsias na Universidade de Belgrado.
O julgamento começou em junho de 1929 no Tribunal Distrital de Pančevo e as audiências ocorreram em 18 e 19 de junho. O julgamento continuou em 1º de julho, quando os resultados foram obtidos com testes químicos de amostras encontradas na casa de Anujka, quando o promotor público e os advogados de defesa fizeram suas declarações finais. O promotor pediu pela pena de morte para todos os réus, exceto para Sturza, que era menor de idade no momento do assassinato e para quem ele pediu uma sentença de prisão.
Sofija e Sima Momirov se defenderam no julgamento. Eles alegaram que não sabiam que a "água mágica" continha veneno; eles acreditavam que era apenas água e a morte vinha como resultado dos poderes "sobrenaturais" de Anujka. Stana Momirov afirmou que só queria que a água mágica curasse o marido do alcoolismo e que não sabia que isso o mataria. Durante o julgamento, Anujka constantemente negou as acusações, alegando que nunca vendeu água mágica e que todo o caso contra ela foi inventado por Ljubina Milankov, que queria culpar Anujka por seus próprios crimes. Sturza se defendeu, alegando que ainda era criança no momento do assassinato e que não sabia que a água mataria seu avô; mas Sofija testemunhou que Sturza estava bem ciente de toda a trama. O Dr. Branko Vurdelja testemunhou que foram encontrados vestígios de arsênico nos dois corpos das vítimas.
O veredicto foi proferido em 6 de julho de 1929. Anujka foi condenada a 15 anos de prisão pelo papel de cúmplice nos dois assassinatos. Stana e Sofija Momirov foram condenados à prisão perpétua como os principais autores dos assassinatos. Sima Momirov foi condenado a 15 anos e Ljubina Milankov a 8 anos. Olga Sturza e Danica Stojić foram absolvidas.

### Recurso
Tanto o promotor quanto os réus recorreram do veredicto para o Tribunal de Apelação em Novi Sad, sendo que esse julgamento ocorreu em 29 e 30 de novembro de 1929. O promotor exigiu pena de morte para todos os réus. Após um interrogatório, Sima e Sofija Momirov admitiram que sabiam do veneno desde o início, mas todos os réus mantiveram suas declarações anteriores. O veredicto foi proferido em 30 de novembro de 1929. Anujka foi re-condenada a 15 anos de prisão com trabalhos forçados, enquanto Stana e Sofija Momirov foram re-sentenciados à prisão perpétua. A sentença de Sima Momirov foi aumentada de 15 anos para perpétua e a sentença de Ljubina Milankov foi aumentada de 8 para 10 anos. Sturza e Stojić foram novamente absolvidas.
Anujka foi libertado aos 98 anos após oito anos de prisão devido à idade avançada. Ela morreu dois anos depois em sua casa em Vladimirovac, aos 100 anos.